# Cybocephalus californicus
Cybocephalus californicus là một loài bọ cánh cứng trong họ Cybocephalidae. Loài này được Horn miêu tả khoa học năm 1879.